# Tongues of the Moon
Tongues of the Moon (cu sensul de Limbile de pe Lună) este un roman științifico-fantastic al scriitorului american Philip José Farmer. Publicat prima dată în 1964, cartea este o poveste de acțiune, axată mai degrabă pe scene de luptă decât pe o intrigă complexă. A fost tipărită inițial ca o nuvelă în revista Amazing Stories în septembrie 1961.

## Prezentare
În Tongues of the Moon, coloniștii de pe Luna Pământului intră într-un război la scară mică, după un holocaust nuclear pe Pământ. Părțile în luptă includ Uniunea Sovietică, aici aliată cu Statele Unite, și o fracțiune militară numită „Axa Atlanticului de Sud”. 
Romanul a fost retipărit de mai multe ori, în primul rând de Pyramid Books și a fost tradus în neerlandeză, germană, italiană sau portugheză.

## Vezi și
- 1961 în științifico-fantastic
- 1964 în științifico-fantastic